# Смиловци (община Цариброд)
Вижте пояснителната страница за други значения на Смиловци.
Смиловци (на сръбски: Смиловци или Smilovci) е село в Западните покрайнини, община Цариброд, Пиротски окръг, Сърбия.

## География
Село Смиловци се намира в района, известен като Забърдие (Забърге), на 12 километра североизточно от Димитровград (Цариброд). Разположено е в най-голямото карстово поле в източна Сърбия - Одоровско-Смиловското, на локален кръстопът. На североизток от селото извира Забръдската река.
Главните махали на селото са: Горня мала, Долня мала, Сред село, Кордина, Рашина, Кирина и други.

## История
Селото се споменава в османо-турски документи от началото на 17 век (1606) под името Исмоловче. Останките в местностите Породин и Трап обаче (приемани от местното население за „латински“) дават основание да се твърди, че селото е доста по-старо.
По време на османското владичество Смиловци влиза в състава на казата Шехиркьой (Пирот).
По време на сръбската окупация през 1878 първата половина на 1879 година Смиловци влиза във Височкия срез на Пиротски окръг. Преминалият през селото след прокарването на границата по Берлинския договор Феликс Каниц определя Смиловци като заможно селище с 60 къщи, разположено върху малко възвишение „сред плодородна долина, която прави впечатление на древна котловина на езеро“. В Княжество България селото е част от Царибродска околия, Трънски окръг. По това време то е център на община, включваща в състава си общо седем села.
От ноември 1920 година до април 1941 година и от септември 1944 година Смиловци е в състава на Сърбия (Кралство на сърби, хървати и словенци, Югославия).
През 1976 година селото е водоснабдено.

## Население
Въпреки непрестанното намаляване на населението му, Смиловци е най-многобройното село в Забърдието. Населението му е предимно българско. Според преброяванията то се разпределя по следния начин:
- 1900 г. – 628 д.
- 1905 г. – 718 д.
- 1921 г. – 850 д.
- 1948 г. – 964 д.
- 1953 г. – 936 д.
- 1961 г. – 762 д.
- 1971 г. – 513 д.
- 1981 г. - 401 д. (311 българи, 58 югославяни)
- 1991 г. – 287 д.
- 2002 г. – 163 д.
- 2011 г. – 104 д.

Основният поминък на работещите в селото е свързан със земеделието и скотовъдството (овцевъдство, отглеждане на свине).

## Културни и природни забележителности
- Смиловски манастир „Св. Кирик и Юлита“, чиято църква е изградена през 1839 година.
- Манастир „Св. Петка“, изграден в края на 19 век.
- Църква „Възнесение Господне“, издигната 1927–1929 г. От тази църква произхождат по-стари икони - от 18 век.

Селските патронни празници са „Св. Възнесение Господне“ (Спасовдън) и „Св. Георги“ (Джурджевдън).
В района на Смиловци е изграден микроязовир, известен като Смиловско езеро.

## Личности
Родени в Смиловци
- Василий – дългогодишен игумен на Погановския манастир „Св. Йоан Богослов“ през втората половина на 19 век, противник на великосръбските претенции
- Венко Алексев (Алексов), македоно-одрински опълченец, 3 рота на 5 одринска дружина[2]
- Елизавета Георгиева (1975) – поетеса[3]